# Candida oleophila
Candida oleophila är en svampart som beskrevs av Montrocher 1967. Candida oleophila ingår i släktet Candida, ordningen Saccharomycetales, klassen Saccharomycetes, divisionen sporsäcksvampar och riket svampar.   Inga underarter finns listade i Catalogue of Life.